# Anomally
Pour l’article ayant un titre homophone, voir Anomaly.
Anomally est un groupe portugais de death metal, originaire d'Angra do Heroísmo, Açores. Il est formé en 2005 par Nelson Leal (ex-Lithium) au chant, Miguel Aguiar aux claviers, Marco Lote (ex-Absinto, ex-Next) au guitare et aux chœurs, Tiago Alves à la guitare, Luís Brum à la basse et José Pires à la batterie.

## Origine du nom
Le nom du groupe s'inspire du spiritisme, des films d'horreur, des vampires, des loups-garous, et d'autres thèmes. La formation, inhabituelle, comprend deux claviers, des batteries électroniques, mais aucune basse.

## Histoire

### 2005–2012
Le groupe se forme en 2005. L'idée de former un groupe vient du claviériste Miguel Aguiar et du guitariste Tiago Alves, un projet de longue date, dont la formation est solidifiée en neuf mois, à l'exception du bassiste, Luís Brum, qui est recruté en 2007,. Cette année-là, la première démo est sortie, mais ne répond pas aux attentes des médias. En 2007 toujours, ils commencent à préparer l'enregistrement d'un EP, qui deviendra finalement leur premier album studio.
Le 31 octobre 2008, ce premier album, Once In Hell..., composé de huit morceaux, et produit au Watt Studio par João Mendes (guitariste de Strëam),, est publié et compte trois singles ; No Words From the Dead, I Am God et Apocalyptic Signs. L'album s'inspire nettement de Cradle of Filth, qui transmet une atmosphère mélancolique et presque draculienne. Pour la promotion de l'album, ils tournent un clip avec Débora Castro en février la même année. L'histoire du clip est celle d'une fille décédée dont l'esprit essaie de contacter son amour encore vivant en prenant possession du corps des membres du groupe. Ils participent à plusieurs festivals du genre, l'Angra Rock, le Beer Metal Fest, le festival Alta Tensão, jouant aux côtés de groupes comme Mnemic, et aussi au F.I.M. (Festival Internacional de Metal),,,.
À la fin de cette année, le groupe se rend au Wacken Open Air, en avril et en août la même année,. Le Live Summer Fest est organisé sur l'île de São Miguel, où plusieurs groupes régionaux, nationaux et étrangers, auquel Tarantula et Threat Signal, jouent du nu metal, doom metal et du rock progressif au Coliseu Micaelense ; puis le festival est diffusé sur RTP Açores, du 12 avril au 14 juin 2012. Ils rendent hommage au groupe Morbid Death avec le lancement de la vidéo Unqual Rights.

### Depuis 2012
Leur deuxième album, un EP mixé par Fredrik Nordström et Henrik Udd au studio Fredman et masterisé par Peter In the Betou, est publié en juillet 2012. Le 11 mai, ils révèlent quelques photos prises au domicile de la famille Noronha, plus précisément à Villa Maria, qui était responsable de la couverture de l'album.
Le 21 mai 2012, le titre et les pistes du premier EP sont révélés : While the Gods Sleep, car cet album « est un enfant agité, bruyant qui a dormi des heures », comme l'explique le groupe. Le 24 août sort l'EP While the Gods Sleep accompagné d' un concert au Teatro Alpendre d'Angra do Heroísmo,.
Le 21 septembre, le groupe sort la vidéo promotionnelle de leur nouvel album, Redrum, disponible sur YouTube.

## Membres
- Nelson Leal - chant
- Luís Brum - guitare
- Tiago Alves - guitare
- João Toste - basse
- Miguel Aguiar - synthétiseur
- Zé Pires - batterie

## Discographie

### Album studio
- 2008 : Once in Hell...

### Démo
- Anomally

### EP
- 2012 : While the Gods Sleep